# Бунин, Николай Анатольевич
Николай Анатольевич Бунин (1783 (по другим сведениям — 1784) —1857) — русский помещик, краевед, публицист, общественный деятель, предводитель дворянства Усманского уезда (1819—1828) .

## Биография
Родился в сельце Марфино (Бунинское) Усманского уезда Тамбовской губернии в семье мелкопоместного дворянина, отставного прапорщика Анатолия Дмитриевича Бунина.
- 5 июня 1796 г. — поступил в морской кадетский корпус.
- 29 мая 1798 г. — произведен в гардемарины.
- 1798—1799 гг. — плавал на кораблях «Николай» и «Глеб» на Балтийском море.
- 17 мая 1801 г. — произведен в мичманы[2][3]. Служил на корабле «Скорый».
- 1802 г. — плавал на корабле «Святой Петр» на Балтийском море.
- 1804—1805 гг. — плавал на корабле «Эмгейтен».

Согласно аттестации 1805 года мичман Бунин: «поведения благородного, в должности знающи к оной усерден, но по слабому здоровью на море службы продолжать не может».
- 11 января 1806 г. уволен со службы[4].

Поселился в имении Марфино Усманского уезда, где занялся сельским хозяйством; умер там же в 1857 году.

## Образцовый помещик

Обложка книги Н. А. Бунина. 1832 год.

Николай Анатольевич был одним из первых помещиков, использовавших передовые агротехнологии, среди которых многопольный севооборот, удобрения, применение сельскохозяйственных машин.

Хозяйство Н. А. Бунина было высоко оценено современниками, его считали самым выдающимся хозяином-администратором. По мнению экономиста Гакстгаузена , Бунин: 
вел сельское хозяйство на основании рациональных начал большой практической опытности. Он нашел соответственным образом здешним местным условиям ввести у себя голштинское хозяйство. 
Ученый П. П. Семенов-Тян-Шанский называл Николая Анатольевича «идеалом лучшего хозяина при крепостном праве».

## Имения и владения
1. сельцо Марфино Усманского уезда Тамбовской губернии. Основано в 1784 г.[10].
2. д. Тихвинское Усманского уезда Тамбовской губернии. Основано в 1784 г.
3. д. Николаевка, Бунино тож (совр. д. Никольское Мордовского района Тамбовской области) (основано им в 1815)[11]. Названо собственным именем или в честь племянника Николая Ивановича Павлова.
4. д. Никольское (Бунино) Усманского уезда Тамбовской губернии.
5. хутор Бунин-Колодец Воронежского уезда Воронежской губернии[12]. Основан в 1828 г. В настоящее время — п. Комсомольский Рамонского района Воронежской области.
6. Павловское Мценского уезда Орловской губернии[1].

## Общественная деятельность
В 1819—1828 гг. Н. А. Бунин являлся предводителем усманского уездного дворянства.
В 1820 году встречал императора Александра I, посетившего уездный город Усмань.
По его инициативе в 1821 году в Усмани было открыто уездное училище, в 1828 году — городская больница.
Николай Анатольевич поддерживал идею освобождения крестьянства от крепостной зависимости. Состоял в переписке министром государственных имуществ графом П. Д. Киселёвым, встретил в нем сочувствие к делу освобождения крестьян.
Буниным составлено первое описание Усманского уезда.

Возможно, в Тамбове встречался с В. А. Жуковским, который по линии отца принадлежал к дворянскому роду Буниных. В своем дневнике Василий Андреевич записал: 
3 июля. Пребывание в Тамбове. Приехали в 10 часов вечера. Моя первая встреча с Яковом Сабуровым и Андреевским, у которого я поселился. Прекрасные комнаты, золото, бронза, малахит; а все-таки тараканы. Поутру прогулка: две хорошие улицы — Астраханская и Дворянская. Приютилось множество лачужек и мазанок. Рисовал с кладбища. Представление. Губернатор Николай Михайлович Гамалея. Губернский предводитель Полторацкий, женатый на Бакуниной. Брат Еремеевой. Бунин. Тихменев. Мосолов, соученик. Баратынский. Арапов. 

## Публикации
- Мысли о русском хозяйстве и о некоторых причинах дешевизны сельских произведений, бедного состояния хлебопашцев и медленного усовершенствования нашего земледелия с учетом земледельческих работ при возделывании разных хлебов на чернозёмной почве / [Соч.] Николая Бунина; [Предисл.: Степан Маслов]. — М. : тип. Селивановского, 1832. — IV, 142 с.; 21.
- «Статистическое описание Усманского уезда» (1836 г.),
- «Хозяйственные записки и ведомости по хозяйству Бунина и Павлова Усманского уезда» (1832—1839 г.г.)[16][17]|  | Этот раздел нужно дополнить. Пожалуйста, улучшите и дополните раздел. (31 марта 2018) |

## Членство в обществах
- Действительный член Императорского Вольного экономического общества (с 1832 г.)[18]

Член:
- Императорского московского общества сельского хозяйства (с 1832 г)[19][20]
- Главного Московского общества улучшенного овцеводства (с 1833)[21]
- Лебедянского сельскохозяйственного общества.

В 1887 году Императорское русское историческое общество включило имя Николая Анатольевича Бунина в «Азбучный указатель имен русских деятелей для Русского биографического словаря».

## Награды
Серебряная медаль Вольного экономического общества (20 декабря 1834)

## Семья
- Дед — Бунин, Дмитрий Максимович
- Отец — Бунин, Анатолий Дмитриевич, инженер-прапорщик, мелкопоместный дворянин. После отставки поселился в с. Лопатки Воронежской губернии.
- Брат — Бунин, Александр Анатольевич, выпускник морского кадетского корпуса, мичман[4].
- Сестра — Бунина, Варвара Анатольевна, замужем за отставным лейтенантом флота Иваном Александровичем Павловым. Бабушка Марии Александровна Павловой (Пушкиной) (1852—1919)[23].
- Двоюродная сестра — Бунина, Анна Петровна, русская поэтесса и переводчица. Бывала в имении Марфино. В Альбоме Анны Буниной есть строки, которые принадлежат Н. А. Бунину (под инициалами Н. Б.)[24]